# Melitaea leechi
Melitaea leechi är en fjärilsart som beskrevs av Alphéraky 1895. Melitaea leechi ingår i släktet Melitaea och familjen praktfjärilar. Inga underarter finns listade i Catalogue of Life.